# 集集線
集集線是由臺灣鐵路公司所經營的鐵路支線，連接彰化縣二水鄉、南投縣名間鄉、集集鎮與水里鄉，為臺鐵現有最長的鐵路支線，也是南投縣唯一的鐵路。集集線的前身為臺灣電力公司興建的「外車埕線」，係配合日月潭水力電氣工事興建。現線已轉型旅遊路線，集集線除了肩負南投縣名間、集集、水里地區的交通外，也是觀光鐵路線;另外由於路線鄰近國軍兵整中心，在龍泉站前設有中興二號特種支線，偶爾夜間會有軍運列車行駛。
配合前瞻基礎建設計畫，現有自田中車站新闢田中支線抵達高鐵彰化站，並與集集線直通運轉之計畫。

## 路線資料
- 經營管轄：臺灣鐵路公司（原臺灣鐵路管理局）
- 路線距離：二水＝車埕間29.7 公里
- 軌距：1,067毫米
- 車站數：7（含起訖車站；2006年5月）
- 開業時間：1922年1月14日
- 雙線區間：無（全線單線）
- 閉塞方式：電氣路牌閉塞
- 電化區間：無

## 運行形態

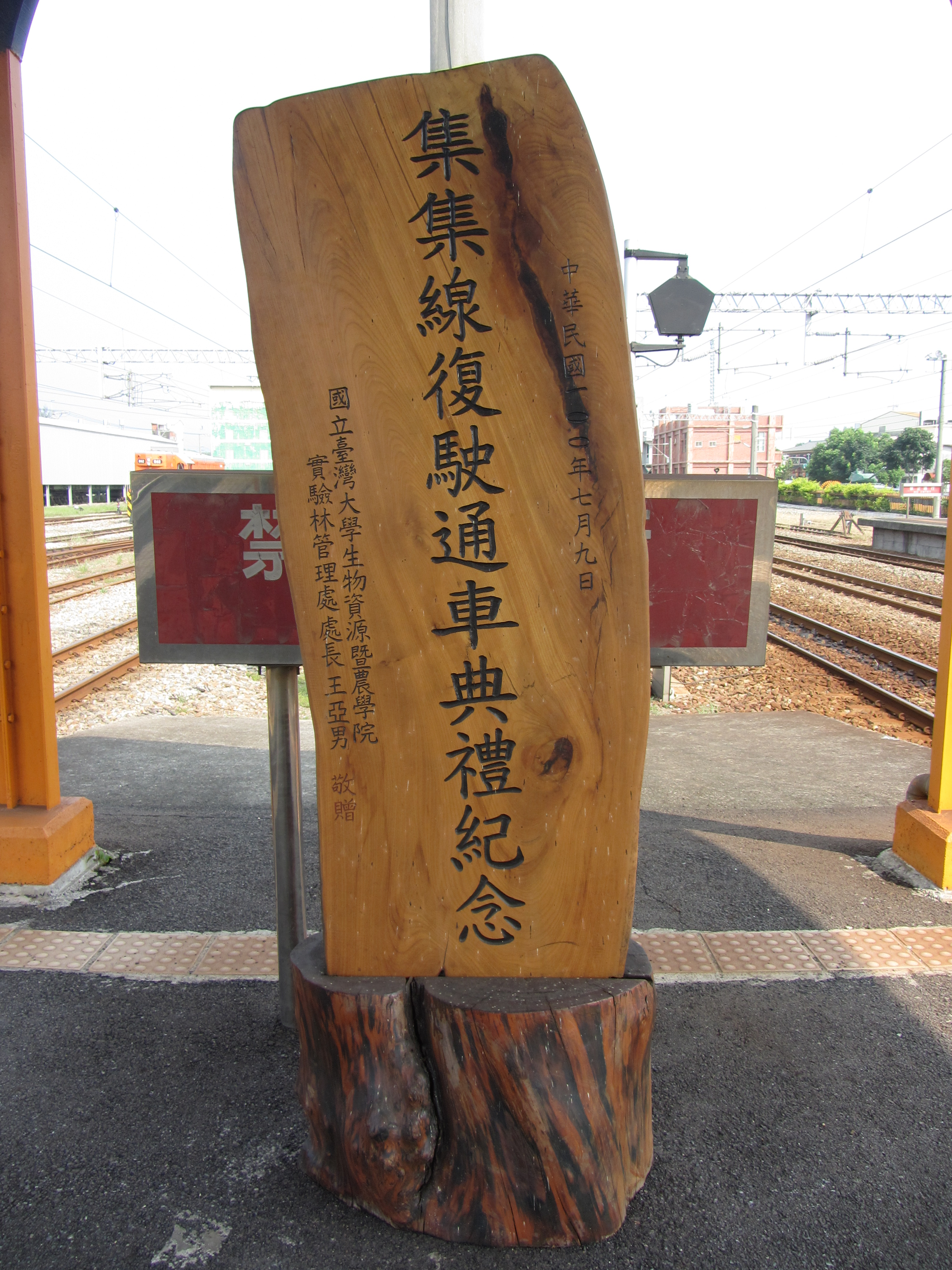
位於二水車站第二月台南端的集集線復駛通車典禮紀念碑

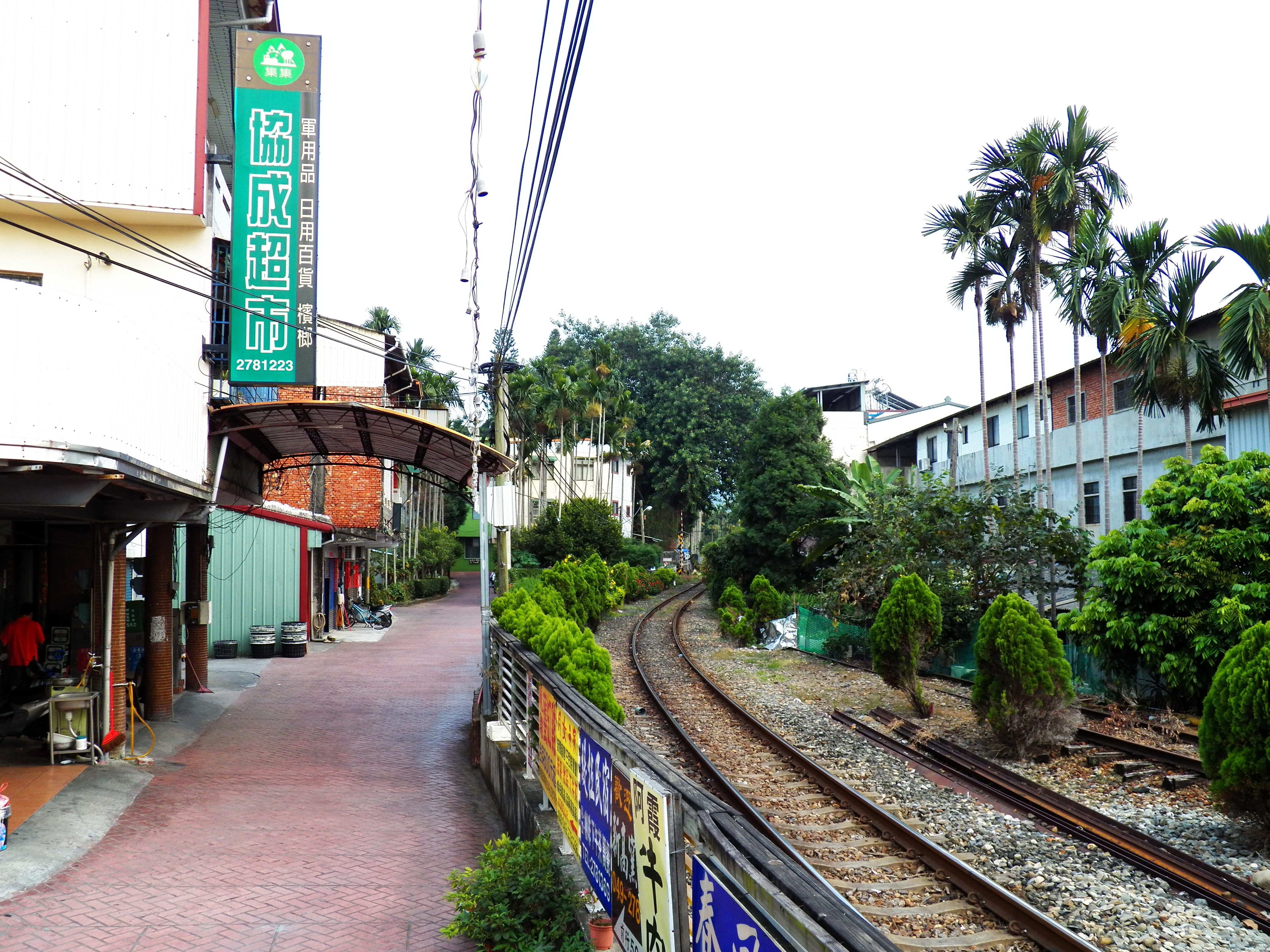
臺鐵集集線，龍泉～集集間，由龍泉車站東望集集

- 2018/10/12改點前，每日開行25班。
  - 2班為彰化＝車埕往返行駛。
  - 1班為員林＝車埕往返行駛。
  - 5班為田中＝車埕往返行駛。
  - 16班為二水＝車埕往返行駛。
  - 1班為＝彰化往返行駛。
- 2020/12/23改點後：例假日及週五開行25班，平日開行23班。
  - 3班為彰化＝車埕往返行駛（區間快，2去1回）
  - 1班為→彰化行駛（區間快）
  - 5班為田中＝車埕往返行駛（區間車，2去3回）
  - 16班為二水＝車埕往返行駛（區間車，8去8回）
- 二水至龍泉間不定期行駛貨物列車（7153/7154次），行駛至龍泉站前方平交道轉進中興二號特種支線。

## 使用車輛

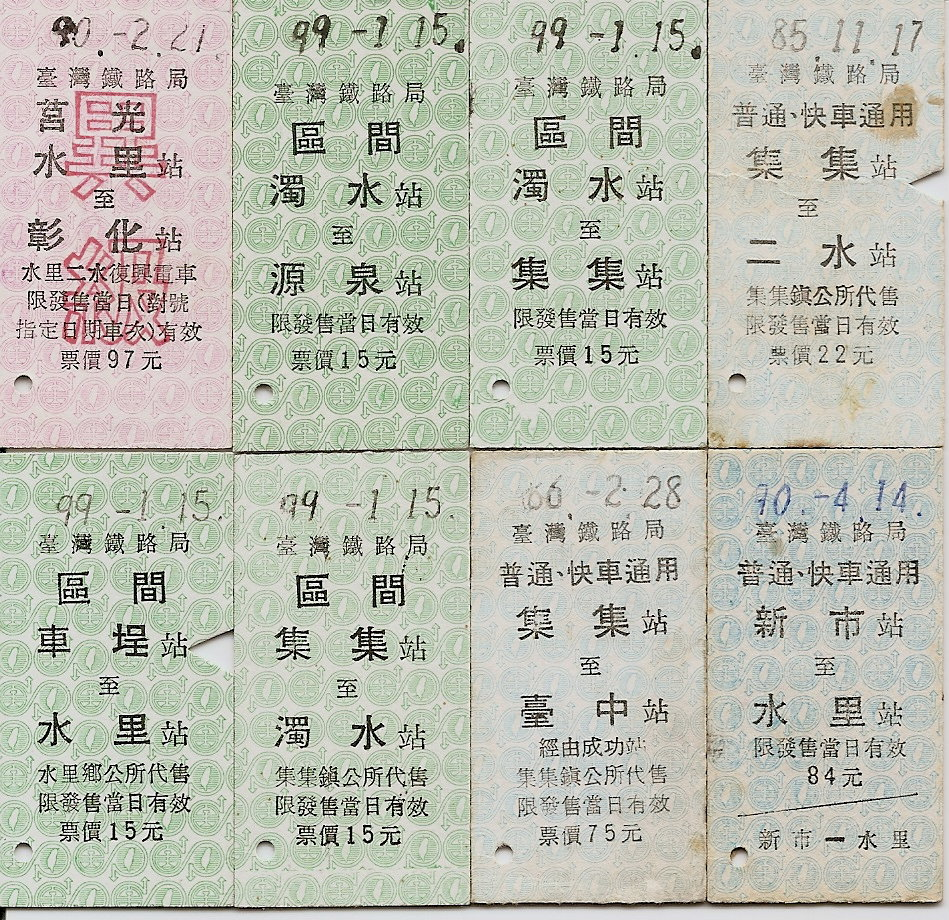
集集支線販售的名片式車票

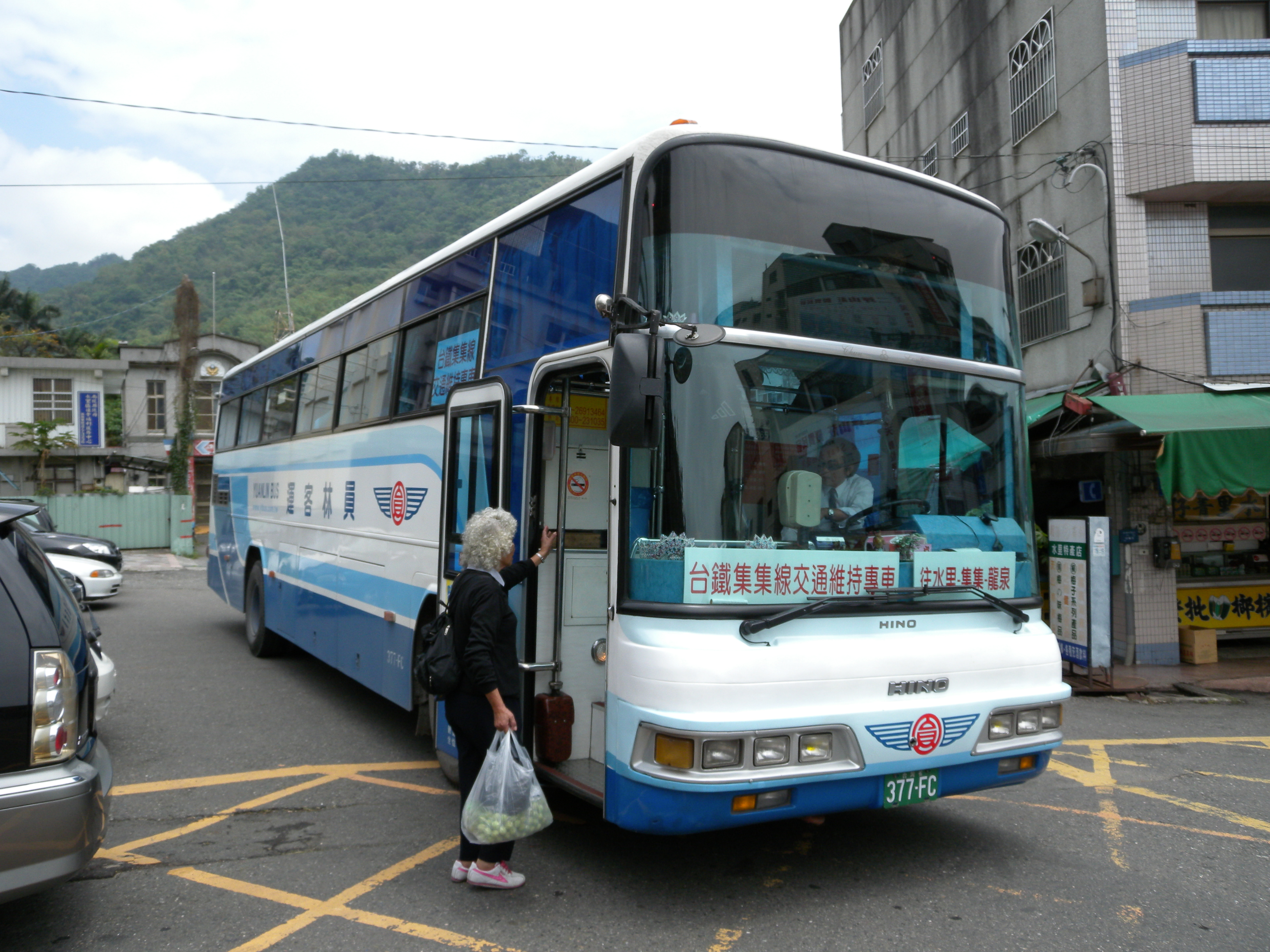
停靠於水里站前的員林客運接駁車

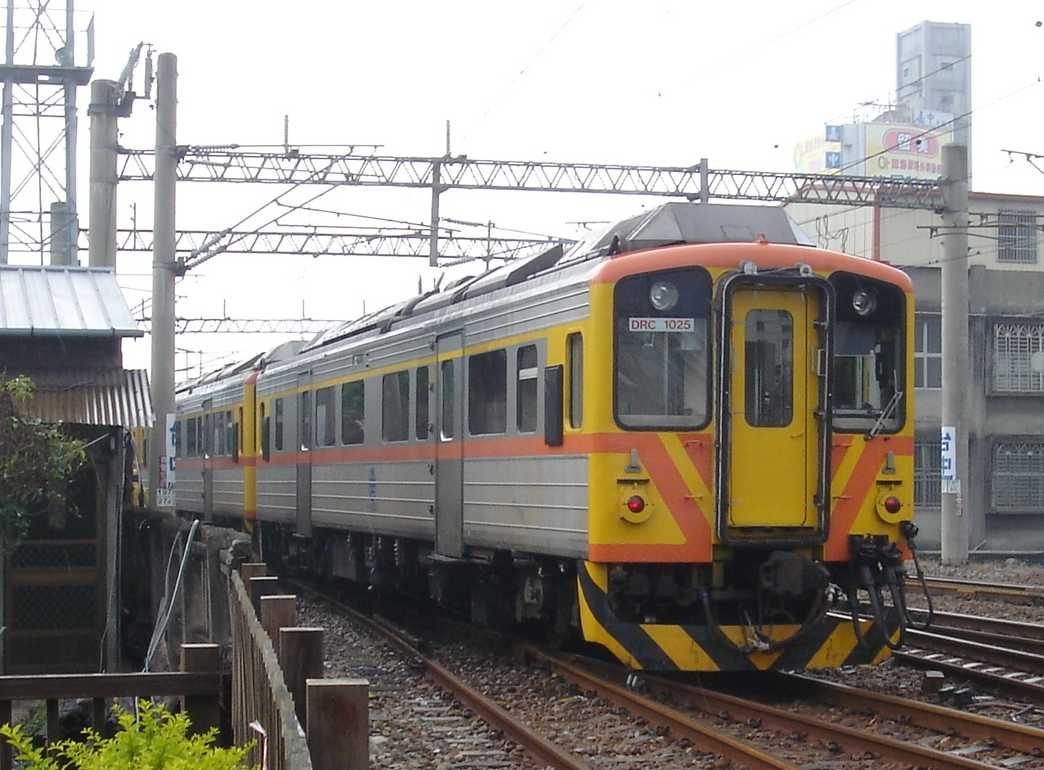
開往集集線的45DR1000型區間車（臺中車站）

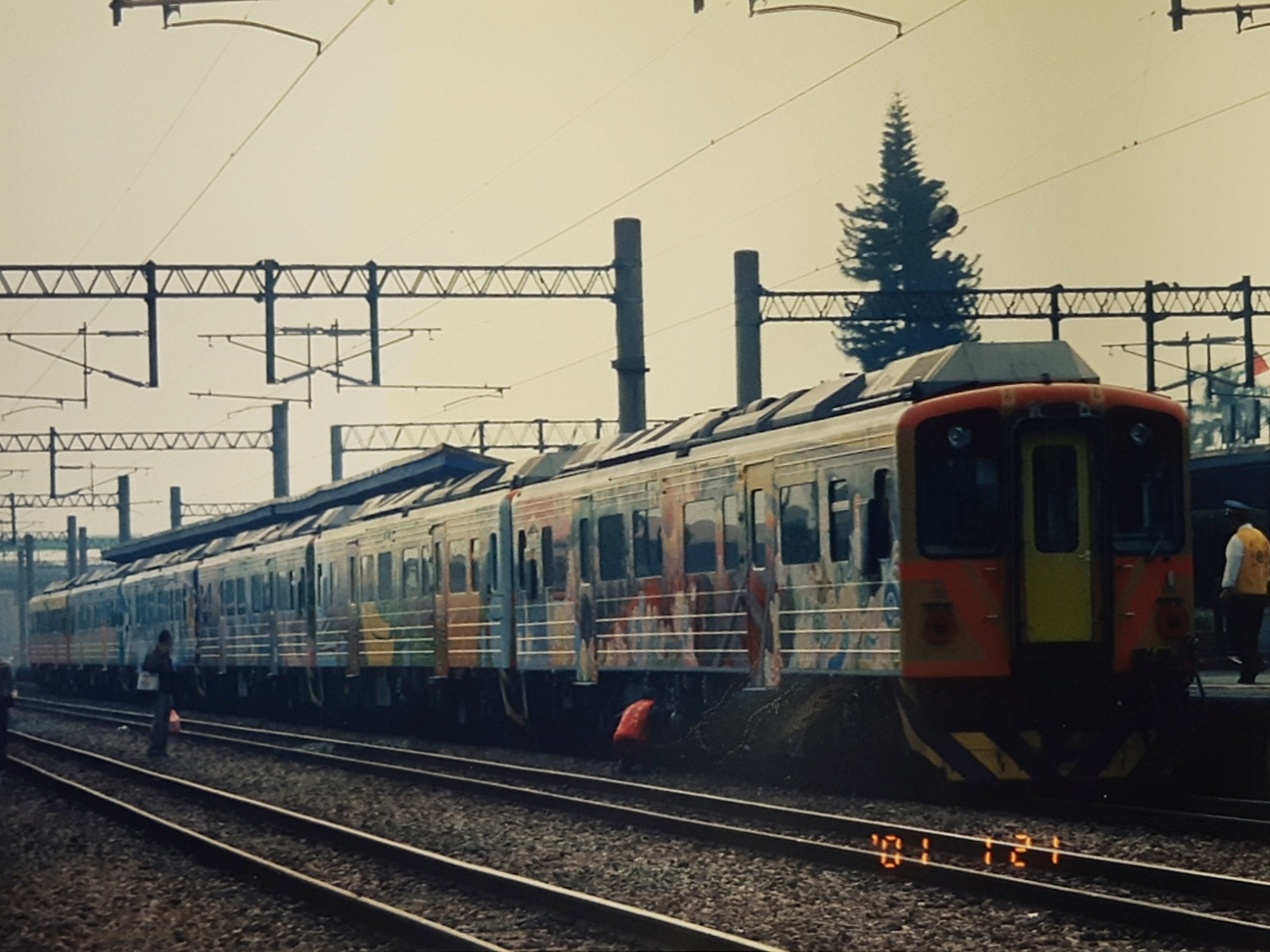
2001年1月21日，集集線歷經九二一大地震後復駛，當天以6輛45DR1000型編組行駛旅客列車

- 由於集集線為非電氣化區間，全線皆由彰化機務段所屬的45DR1000型冷氣柴客行駛，現行配置為3輛至4輛1列。
- 貨物列車使用R20型柴電機車牽引，行駛二水至龍泉（國軍兵整中心），屬不定期列車。

## 簡介
1919年（日治時期大正八年），基於台灣電力株式會社興建日月潭門牌潭發電所（日月潭第一發電所，現在的大觀第一發電廠）、日月潭第二發電所（現在的鉅工發電廠）的運輸需要，集集線開始興建。1921年10月完工，1922年1月14日開始辦理客運業務。1927年4月由台灣總督府買收並進行路線改善，成為鐵道部所轄支線。
1959年，發生八七水災，臺糖中濁線因受損嚴重而停駛拆除，此後集集線成為南投地區唯一的聯外鐵道。
1999年9月21日發生的九二一大地震，造成集集線毀壞嚴重：集集車站傾斜，多處路線鐵軌也扭曲變型。直到2001年1月21日才修復通車，並持續轉型成為台灣著名觀光鐵路之一。在復駛後除因部分路段不能運行而改道，受損的軌道、路基和號誌等被移至921大地震紀念館展示，以資紀念。
集集線是2010年上映、以鐵路故事為題材的公共電視文化事業基金會電視電影《記得我們愛過》的舞台。
2014年10月28日，集集線與日本千葉縣夷隅鐵道締結姊妹鐵路。
2016年8月27日，集集線與日本靜岡縣天龍濱名湖鐵道天龍濱名湖線締結姊妹鐵路。
國立集集美術館共有4節車廂，並駛於集集線。
2021年8月14日受台16線公路旁邊坡滑落影響，造成集集－車埕間路線一度中斷，於8月20日搶通，又在8月26日凌晨4時發現集集－車埕間二號隧道襯砌遭擠壓剝離變形，已造成隧道及連通道明顯損壞約20公尺，評估需2022年4月30日才能恢復通車，集集線列車僅行駛至集集站。因2022年5月18日的大雨，恢復通車時期再延后至2023年3月；又因為集集支線二號及三號隧道上方邊坡滑落導致壓迫隧道體與連通結構，需要先做邊坡防護工程再興建新隧道，延後至2025年底。2024年4月23日台鐵公司宣布辦理「台鐵集集支線基礎設施改善計畫-隧道及邊坡改善統包工程」，濁水－集集段於同年5月2日起停駛客運進行施工改善，與前述二號及三號隧道復建工程同步施工至2025年底，接駁巴士亦從「集集－車埕」改為「濁水－車埕」同時增停農業部生物多樣性研究所/軍史公園。

## 車站一覽
（註：車站等級：分為特等、一等、二等、三等、甲簡、乙簡、丙簡、簡易、招呼、號誌）
| 車站名稱          | 車站名稱 | 編號 | 營業里程 （二水起） | 等級 | 續接／交會路線 | 備註 | 所在地   | 所在地 |
| 中文 （國音電碼） | 英譯     | 編號 | 營業里程 （二水起） | 等級 | 續接／交會路線 | 備註 | 所在地   | 所在地 |
| ----------------- | -------- | ---- | ------------------- | ---- | -------------- | --- | -------- | ------ |
| 二水 （ㄦㄕ）     | Ershui   | 3430 | 0.0                 | 二等 |                | 集集線起點；可轉乘縱貫線                                                                                    | 彰 化 縣 | 二水鄉 |
| 源泉 （ㄩㄑ）     | Yuanquan | 3431 | 2.9                 | 招呼 |                | 無人站，由二水車站管理。                                                                                    | 彰 化 縣 | 二水鄉 |
| 濁水 （ㄓㄛ）     | Zhuoshui | 3432 | 10.8                | 丙簡 |                | 鄰近台3線公路，可轉乘公路客運至南投、名間，上下行列車亦在此站進行交會，由二水車站管理。                     | 南 投 縣 | 名間鄉 |
| 龍泉 （ㄥㄑ）     | Longquan | 3433 | 15.7                | 招呼 |                | 地標：兵工整備發展中心、綠色隧道；無人站，由二水車站管理。                                                  | 南 投 縣 | 集集鎮 |
| 集集 （ㄐㄧㄐ）   | Jiji     | 3434 | 20.1                | 簡易 |                | 著名觀光勝地；由集集鎮公所代管並代售車票。                                                                  | 南 投 縣 | 集集鎮 |
| 水 （ㄕㄟㄌ）     | Shuili   | 3435 | 27.4                | 簡易 |                | 本線第一大站，鄰近台21線公路，可轉乘公路客運至東埔溫泉、日月潭，由二水車站管理。                            | 南 投 縣 | 水鄉   |
| 車埕 （ㄔㄥ）     | Checheng | 3436 | 29.7                | 簡易 |                | 集集線終點；周邊為車埕休閒園區；由水里鄉公所代管並委由車埕社區發展協會代售車票，車票發售時間為08:00-17:00。 | 南 投 縣 | 水鄉   |

- 集集線自二水站以南分歧後，向東沿濁水溪一路至車埕。
- 註：因舉辦2007年南投火車好多節，曾在水里及車埕間設立夢幻鐵道村車站（又名卡通鐵道村車站），接近「夢幻鐵道村」臨時會場，又名黑熊站。

### 書籍
- 鄧志忠; 古庭維. . 2010: 68.
- 鄧志忠. . 《鐵道情報》. No. 119.

## 外部連結
- 交通部鐵道局 （页面存档备份，存于）
- 交通部臺灣鐵路管理局 （页面存档备份，存于）
- 集集線 交通部觀光局 （页面存档备份，存于）
- 集集線< 二水 — 車埕 > （页面存档备份，存于）